# Морєв Віктор Харитонович
Віктор Харитонович Морєв (рос. Виктор Харитонович Морев, нар. 14 (27) лютого 1911, Орел, Російська імперія — пом. 31 грудня 1991) — радянський прикордонник, велосипедист і спортивний функціонер. Учасник велопробігу уздовж кордонів Радянського Союзу. Майстер спорту СРСР, нагороджений орденом Червоної Зірки (1937).
У 18-річному віці став віцечемпіоном Орла з велогонок серед дорослих 18 років.
Після закінчення 9-річної школи працював слюсарем-монтажником на Орловському заводі № 9 (майбутньому «Текмаші»), служив у прикордонних військах Західного військового округу. Двічі за роки служби ставав чемпіоном прикордонного округу з велогонок.
Підполковник запасу, очолював федерацію велоспорту Орловської области.
Похований на Наугорському кладовищі в Орлі.
На зламі XX—XXI століть в Орлі регулярно проводили багатоденну велогонку на призи В. Х. Морєва.

## Нагороди
- орден Червоної Зірки (1937)
- медаль «За бойові заслуги»[3]
- медаль «За перемогу над Німеччиною у Великій Вітчизняній війні 1941—1945 рр.»[4]
- медаль «За визволення Варшави»[4]